# Ptilomyia lindneri
Ptilomyia lindneri är en tvåvingeart som först beskrevs av Friedrich Georg Hendel 1930.  Ptilomyia lindneri ingår i släktet Ptilomyia, och familjen vattenflugor. Inga underarter finns listade i Catalogue of Life.